# Kínai családnevek
Kínai vezetékneveket hagyományosan a han nemzetiséghez tartozó kínaiak és az elkínaiasodott egyéb etnikai csoportok tagjai viseltek és viselnek a szárazföldi Kínában, Tajvanon és a tengeren túl bárhol a világon, ahol kínai diaszpórák találhatók. Az ókorban kétfajta vezetéknevet különböztettek meg: (1) a családnév (xing 姓) és (2) a klán- vagy nemzetségnév (shi 氏).
A kínai köznyelvben létező laobaixing 老百姓, vagyis ’a régi száz családnév’ és a baixing 百姓, a ’száz családnév’ általános jelentése: ’átlagember’, ’köznép’, amely kifejezés a régi 100 családnév viselőire utal, azaz bárkire, aki a 100 hagyományos, legrégebbi kínai családnév (baijiaxing 百家姓) valamelyikét viseli.
A kínai családnevek apai ágon öröklődnek, és hagyományosan a személynév első tagjaként állnak.

## A kínai családnevek kialakulása
Az ókori Kínában, a Hadakozó fejedelemségek korát (i. e. 5. század) megelőzően csak a királyi család és az arisztokrácia rendelkezett vezetéknévvel. Történelmileg jelentős különbség figyelhető meg a xing 姓 családnév és a shi 氏 nemzetségnév között. Xinget csak és kizárólag a királyi család birtokolhatott, mely szavak általában a „nő” jelentésű nü 女 radikálist, vagy gyökelemet tartalmazták, amiből többen arra következtetnek, hogy ez a akkori társadalmak matriarchális berendezkedésének, illetve annak hagyományának, továbbélésének jele. Más véleményen van Léon Vandermeersch sinológus, aki szerint a nü-radikális elem, már a Sang-dinasztia idején, az első kínai írásjegyek között is szerepelt, és függetlenül a jelentésétől egy adott etnikai csoportot vagy törzset jelölt. Ezt a hipotézist támaszthatja alá magának a „családnév” jelentésű xing 姓 írásjegy is, amely ugyancsak tartalmazza a nü-radikálist. Tudjuk azt is, hogy a Csou-dinasztia kezdetén csak a királyi udvarhoz tartozó és arisztokrata asszonyok viseltek törzs- vagy klánneveket, míg a férfiakat inkább nemesi címükön, vagy birtokai elnevezése után identifikálták.
A Csin-dinasztia (i. e. 3. század) megelőző korokban Kínát feudális társadalomnak tekinthetjük, hiszen a mindenkori uralkodók utódaiknak és a hozzájuk közelálló arisztokrata családoknak földbirtokokat ajándékoztak. Ennek következményeképpen egyfajta al-családnevek jelentek meg, melyek kínai elnevezése a shi 氏. Egy arisztokrata tehát rendelkezhetett egy xinggel és egy shivel is. Az i. e. 221-ben létrejött egységes Kína idejétől kezdve azonban az arisztokrácia privilégiuma a család- vagy nemzetségnév viselésére fokozatosan megszűnt. A köznép is rendelkezhetett családnévvel. Továbbá a xing és a shi között különbség is egyre jobban feloldódott, majd megszűnt.
A következő shi-típusú családnevek egy része a mai napig fenn maradt:
1. Az olyan xingek, melyeket egy-egy uralkodói család saját shijeként megtartott, például a Jiang (姜) és a Yao (姚).
2. A császár által adományozott királyi név, mint például a Kuang (鄺).
3. Államok, fejedelemségek nevei, melyeket a közemberek és gyakorta vettek fel saját nevükként, hogy könnyebben azonosíthatók legyenek. Ilyenek például a Song (宋), Wu (吴/吳), Chen (陈/陳), Tan (譚/谭). Jelenleg a kínaiak legtöbbje ilyen típusú vezetéknevet visel.
4. Az egykori birtokok neve után felvett, helynevekből származtatott családnevek. Az ilyen típusú vezetéknév között gyakorta találkozni két tagból állókkal is, mint például az Ouyang.
5. Az ősök, felmenők után kapott családnevek, melyekből közel 5-600 létezik. Ezek közül is mintegy 200 kéttagú. Ilyen például a Boyuan 伯爰, amely a nagyapa nevére utal.
6. Hagyományosan szokás volt a fiúgyermekeket a családon belül külön elnevezéssel megkülönböztetni egymástól attól függően, hogy hanyadik helyen áll. Ilyen kifejezések voltak a Meng (孟), a Zhong (仲), a Shu (叔) és a Ji (季). Ezek a szavak később családnevekké váltak.
7. Foglalkozásnevek is válhattak családnevekké, mint például a Sima (司马), a „lovak felügyelője” vagy „hadügyminiszter”, a Tao (陶), vagyis „fazekas" és a Wu (巫), „sámán".
8. Etnikai csoportok nevei, melyekkel eredetileg a nem han gyökerekkel rendelkező, ám kínaiak között élő személyeket jelölték.

### Egytagú családnevek
- Az első 10 leggyakoribb kínai családnév valamelyikét a világon élő kínaiak mintegy 40%-a viseli. Ezek a következők:

Li/Lee 李, Wang/Wong 王, Zhang/Chang/Cheung 張/张, Zhao/Chao/Chiu 趙/赵, Chen/Chan 陳/陈, Yang/Young/Yeung 楊/杨, Wu/Woo/Ng 吳/吴, Liu/Lau 劉/刘, Huang/Wong 黃/黄, Zhou/Chou/Chow/Chau 周
- A 11–20. leggyakoribb kínai családnév valamelyikét a világon élő kínaiak mintegy 10%-a viseli. Ezek a következők:

Xu/Hsu/Tsui 徐, Zhu/Chu 朱, Lin/Lam 林, Sun/Suen 孫/孙, Ma 馬/马, Gao/Kao/Ko 高, Hu/Wu 胡, Zheng/Cheng 鄭/郑, Guo/Kuo/Kwok 郭, Xiao/Siu/Hsiao/Siew 蕭/萧/肖
- A 21–30. leggyakoribb kínai családnév valamelyikét a világon élő kínaiak mintegy 10%-a viseli. Ezek a következők:

Xie/Chia/Cheah/Seah/Hsieh/Cheu/Hsia/Tse 謝, He/Ho 何, Xu/Hsu/Hui 許/许, Song/Soong/Sung 宋, Shen/Shum/Sham 沈, Luo/Lo/Law 羅/罗, Han/Hon 韓/韩, Deng/Teng/Tang 鄧/邓, Liang/Leung 梁, Ye/Yeh/Yip/Ip 葉/叶
- A következő 15 családnév valamelyikét a világon élő kínaiak mintegy 10%-a viseli:

Fang/Fong 方, Cui/Tsui/Chui 崔, Cheng/Ching/Tsing 程、Pan/Poon/Pun 潘, Cao/Cho/Tsao 曹, Feng/Fung 馮/冯, Wang/Wong 汪, Cai/Choi 蔡, Yuan/Yuen 袁, Lu/Lo 盧/卢, Tang/Tong 唐, Qian/Chien/Chin 錢/钱, Du/To 杜, Peng/Pang 彭, Lu/Luk 陸/陆

### Kéttagú családnevek
A kínai családnevek egy része nem csupán egyetlen írásjegyből áll, hanem kettőből, vagy esetenként még több írásjegyből is. Az ilyen típusú családnevek elnevezése: fuxing 复姓, melynek szó szerinti jelentése: „összetett családnév”. Amennyiben egy családnév csak két elemből áll, úgy szokás a shuangxing 双姓 kifejezést - vagyis „páros családnév” – is használni rá. Az ilyen összetett családnevek leggyakrabban nemesi címekből, rangokból, birtokok helyneveiből származnak. Egy másik, jelentős részük pedig nem kínai eredetű, hanem más, Kínával szomszédos népek képviselőinek vezetékneve volt, akik elkínaiasodva, vagy a kínai kultúrával érintkezve is megtartották eredeti nevüket, melyet azonban már kínai átírásban, kínai írásjegyekkel írtak le. Mindent összevetve, az összetett családneveknek csak elenyésző hányada maradt fenn a mai napig.
A következő táblázatban az összetett kínai családnevek láthatók, feltüntetve eredetüket, jelentésüket, illetve más nyelvű (vietnámi, koreai, japán) változataikat, a pinyin átírás ábécé-sorrendjébe rendezve:
| Kínai írásjeggyel            | Jelentés/Eredet                                                                                     | Nem kínai eredet              | Pinyin átírásban          | Kantoniul         | Vietnámiul        | Koreaiul                 | Japánul         | Híres viselője                                                     |
| ---------------------------- | --------------------------------------------------------------------------------------------------- | ----------------------------- | ------------------------- | ----------------- | ----------------- | ------------------------ | --------------- | ------------------------------------------------------------------ |
| 愛新覺羅 (爱新觉罗)          | Arany                                                                                               | Mandzsu                       | Àixīnjuéluó (Aisin Gioro) | Oi3 San1 Gok3 Lo4 | Ái-tân-giác-la    | Ae Sin Gak Ra (애신각라) | Aishinkakura    | A Csing-dinasztia uralkodója                                       |
| 阿史那                       | | Türk?                         | Āshǐnà                    | Aa3 Si2 Naa5      | A-sử-na           | A Sa Na (아사나)         | Ashina          | Ashina császárnő                                                   |
| 百里                         | Száz li (mért.egység)                                                                               |                               | Bǎilǐ                     | Baak3 Lei5        | Bách Lý           | Baek Ri (백리)           | Hyakuri         | Baili Xi                                                           |
| 孛兒只斤 (孛儿只斤)          | | Mongol                        | Bó'érzhījīn (Borjigin)    | But6 Ji4 Zi2 Gan1 | Bột Nhi Chỉ Cân   | Bol A Ji Geun (볼아지근) | Botsujishikin   | A jüan-dinasztia császárai                                         |
| 淳于                         | Kis állam a Tavasz és ősz korszak idején                                                            |                               | Chúnyú                    | Seon4 Jyu1        | Thuần-vu          | Sun U (선우)             | Jun'u           | Chunyu Qiong                                                       |
| 第五                         | "Az ötödik"                                                                                         |                               | Dìwǔ                      | Dai6 Ng5          | Đệ-ngũ            | Je O (제오)              | Daigo           | Diwu Qi                                                            |
| 東方 (东方)                  | "Keletiek", a legendás Fuxi nemzetség leszármazottai                                                |                               | Dōngfāng                  | Dung1 Fong1       | Đông-phương       | Dong Bang (동방)         | Tōhō            | Dongfang Shuo (東方朔)                                             |
| 東閣 (东阁)                  | "Keleti pavilon"                                                                                    |                               | Dōnggé                    | Dung1 Gok3        | Đông-các          | Dong Gak (동각)          | Tōkaku          |                                                                    |
| 東郭 (东郭)                  | "Keleti fal"                                                                                        |                               | Dōngguō                   | Dung1 Gwok3       | Đông-quách        | Dong Gwak (동곽)         | Tōkaku          | Dongguo úr (東郭先生)                                              |
| 東門 (东门)                  | "Keleti kapu", a mindenkori palota helye                                                            |                               | Dōngmén                   | Dung1 Mun4        | Đông-môn          | Dong Mun (동문)          | Tōmon           |                                                                    |
| 端木                         | "Szálfa"                                                                                            |                               | Duānmù                    | Dyun1 Muk6        | Đoan-mộc          | Dan Mok (단목)           | Tanboku         | Duanmu Ci (端木賜), Duanmu San (nyelvész, fonológus)               |
| 獨孤 (独孤)                  | | Xianbei (鲜卑)                | Dúgū                      | Duk6 Gu1          | Độc-cô            | Dok Go (독고)            | Dokko/Dokuko    | Dugu Qieluo császárné                                              |
| 公孫 (公孙)                  | "Hercegi unokák", a nemesi leszármazottak címe a Tavasz és ősz korszaktól                           |                               | Gōngsūn                   | Gung1 Syun1       | Công-tôn          | Gong Son (공손)          | Kōson           | Gongsun Zan Gongsun Long                                           |
| 公羊                         | "A Gongsunok"                                                                                       |                               | Gōngyáng                  | Gung1 Joeng4      | Công-dương        | Gong Yang (공양)         | Kōyō            | Gongyang Gao (公羊高)                                              |
| 公冶                         | a Ji (családnevűek, a Keleti Zhou-dinasztia idején, a Lu-beli élt Jiye (季冶) udvarias megszólítása |                               | Gōngyě                    | Gung1 Je5         | Công-dã           | Gong Ya (공야)           | Kōya            | Gongye Chang (公冶長)                                              |
| 公西                         | |                               | Gōngxī                    | Gung1 Sai1        | Công-tây          | Gong Seo (공서)          | Kōsai           | Konfuciusz tanítványa, Gongxi Chi (公西赤)                         |
| 毌丘                         | Helynév                                                                                             |                               | Guànqiū                   | Kwun3 Jau1        | Quán-khâu         | Gwan Gu (관구)           | Kankyū          | Guanqiu Jian                                                       |
| 穀梁 (谷梁) vagy 穀粱 (谷粱) | "Cirok magok" (?)                                                                                   |                               | Gǔliáng                   | Guk1 Loeng4       | Cốc-lương         | Gok Ryang (곡량)         | Kokuryō         |                                                                    |
| 賀蘭 (贺兰)                  | a Helan-hegy                                                                                        | Xianbei (鲜卑)                | Hèlán                     | Ho6 Laan4         | Hạ-lan            | Ha Ran (하란             | Garan           | Princess Dowager Helan                                             |
| 赫連 (赫连)                  | | Xiongnu (匈奴)                | Hèlián                    | Haak1 Lin4        | Hách-liên         | Hyeok Ryeon (혁련)       | Kakuren         | Helian Bobo                                                        |
| 赫舍里                       | | Mandzsu (满洲)                | Hèsheli                   | Haak1 Se2 Lei5    | Hách-xá-lý        | Hyeok Sa Ri (혁사리)     | Kakushari       | Heseri Sonin Xiaocheng hercegné Songgotu                           |
| 賀若 (贺若)                  | | Xianbei (鲜卑)                | Hèruò                     | Ho6 Joek6         | Hạ-nhược          | Ha Yak (하약)            | Kajaku          | Heruo Bi (賀若弼)                                                  |
| 皇甫                         | A Ji (姬) családnevűek ága Huangfu-tól 皇父, Ji Chongshi (姬充石) udvarias megszólítása volt        |                               | Huángfǔ                   | Wong4 Pou2        | Hoàng-phủ         | Hwang Bo (황보)          | Kōfu            | Huangfu Song                                                       |
| 呼延                         | | Xianbei (鮮卑)                | Hūyán                     | Fu1 Jin4          | Hô-diên           | Ho Yeon (호연)           | Koen            | Huyan császárné                                                    |
| 令狐                         | Helynév                                                                                             |                               | Línghú                    | Ling6 Wu4         | Lệnh-hồ           | Ryeong Ho (령호)         | Reiko           | Linghu Chu                                                         |
| 甪里                         | Helynév                                                                                             |                               | Lùlǐ                      | Luk6 Lei5         | Lộ-lý             | Rok Ri (록리)            | Rokuri          |                                                                    |
| 閭丘 (闾丘)                  | Helynév                                                                                             |                               | Lǘqiū                     | Leoi4 Jau1        | Lư-khâu           | Ryeo Gu(려구)            | Ryokyū          | Luqiu Luwei (閭丘露薇)                                             |
| 万俟                         | | Xianbei (鮮卑)                | Mòqí                      | Mak6 Zi6          | Mặc-kỷ            | Muk Gi (묵기)            | Bokuji          | Moqi Chounu (万俟醜奴)                                             |
| 慕容                         | | Xianbei (鮮卑)                | Mùróng                    | Mou6 Jung4        | Mộ-dung           | Mo Yong (모용)           | Boyū            | Murong Huang                                                       |
| 納蘭 (纳兰)                  | | Mandzsu (a 叶赫那拉 variánsa) | Nàlán                     | Naap6 Laan4       | Nạp-lan           | Nap Ran (납란)           | Nōran           | Nalan Xingde                                                       |
| 南宮 (南宫)                  | Déli palota                                                                                         |                               | Nángōng                   | Naam4 Gung1       | Nam-cung          | Nam Gung (남궁)          | Nankyū          | Nangong Kuo (Nyugati Zhou-dinasztia)                               |
| 歐陽 (欧阳)                  | "az Ouyu hegy déli oldala"                                                                          |                               | Ōuyáng                    | Au1 Joeng4        | Âu-dương          | Gu Yang (구양)           | Ōyō             | Ouyang Xiu                                                         |
| 沙吒                         | | Tujue (突厥)                  | Shāzhā                    | Saa1 Zaa1         | Sa-tra            | Sa Ta (사타)             | Sata            | Shazha Zhongyi (沙吒忠義)                                          |
| 上官                         | Magas hivatal (helynév)                                                                             |                               | Shàngguān                 | Soeng6 Gun1       | Thượng-quan       | Sang Gwan (상관)         | Shōkan          | Empress Shangguan                                                  |
| 申屠                         | |                               | Shēntú                    | San1 Tou4         | Thân-đồ           | Sin Do (신도)            | Shinto          | Shentu Jian (申屠建)                                               |
| 司馬 (司马)                  | "A lovak felügyelője" vagy "Tábornok", magas rangHan-dinasztia korától                              |                               | Sīmǎ                      | Si1 Maa5          | Tư-mã             | Sa Ma (사마)             | Shiba           | Sima Qian, Jin-dinasztia (265–420) uralkodói                       |
| 司徒                         | "A tömegek felügyelője", magas rang a Han-dinasztia korától                                         |                               | Sītú                      | Si1 Tou4          | Tư-đồ             | Sa Do (사도)             | Shito           | Szeto Wah                                                          |
| 司空                         | "A közmunkák felügyelője", magas rang a Han-dinasztia korától                                       |                               | Sīkōng                    | Si1 Hung1         | Tư-không          | Sa Gong (사공)           | Shikū           | Sikong Ting (司空頲)                                               |
| 司寇                         | "Igazságügyi miniszter"                                                                             |                               | Sīkòu                     | Si1 Kau3          | Tư-khấu           | Sa Gu (사구)             | Shikō           |                                                                    |
| 太史                         | "Nagy történetíró", hivatalos titulus                                                               |                               | Tàishǐ                    | Taai3 Si2         | Thái-sử           | Tae Sa (태사)            | Taishi          | Taishi Ci                                                          |
| 澹臺 (澹台)                  | |                               | Tántái                    | Taam4 Toi4        | Đàm-thái          | Dam Dae (담대)           | Tantai          | Tantai Mieming (澹臺滅明)                                          |
| 拓拔                         | | Xianbei (鲜卑)                | Tuòbá                     | Tok3 Bat6         | Thác-bạt          | Tak Bal (탁발)           | Takubatsu       | Északi Wei uralkodók, a tangut uralkodók korábbi neve, Nyugati Xia |
| 完顏 (完颜)                  | | Dzsürcsen (Nüzhen) (女真)     | Wányán                    | Jyun4 Ngaan4      | Hoàn-nhan         | Wan An (완안)            | Kangan          | Wanyan Aguda                                                       |
| 聞人 (闻人)                  | "Híres személy", Shao Zhengmao (少正卯) utódai                                                      |                               | Wénrén                    | Man4 Jan4         | Văn-nhân          | Mun In (문인)            | Bunjin          |                                                                    |
| 午馬 (午马)                  | "Ló"                                                                                                |                               | Wūmǎ                      | Ng5 Maa5          | Ngọ-mã            | U Ma (우마))             | Goba            | Wuma Shi (巫馬施)                                                  |
| 夏侯                         | "Xia márki", a legendásNagy Yu leszármazottai                                                       |                               | Xiàhóu                    | Haa6 Hau6         | Hạ-hầu            | Ha Hu (하후)             | Kakō            | Xiahou Dun                                                         |
| 鮮于 (鲜于)                  | |                               | Xiānyú                    | Sin1 Jyu1         | Tiên-vu           | Seon U (선우)            | Sen'u           | Xianyu Zhongtong (鮮于仲通)                                        |
| 西門 (西门)                  | "Nyugati kapu"                                                                                      |                               | Xīmén                     | Sai1 Mun4         | Tây-môn           | Seo Mun (서문)           | Saimon          | Ximen Bao                                                          |
| 軒轅 (轩辕)                  | A Sárga Császár személyneve                                                                         |                               | Xuānyuán                  | Hin1 Jyun4        | Hiên-viên         | Heon Weon (헌원)         | Ken'en          | a Sárga Császár                                                    |
| 楊子 (杨子)                  | a Yang 楊 leszármazottak                                                                            |                               | Yángzǐ                    | Joeng4 Zi2        | Dương-tử          | Yang Ja (양자)           | Yōshi           |                                                                    |
| 耶律                         | | Kitaj                         | Yēlǜ                      | Ye4 Leut6         | Gia-luật          | Ya Yul (야율)            | Yaritsu/Jaritsu | a Liao-dinasztia uralkodói                                         |
| 樂正 (乐正)                  | "A zene minisztere"                                                                                 |                               | Yuèzhèng                  | Ngok6 Zing3       | Nhạc-chính        | Ak Jeong (악정)          | Gakusei         |                                                                    |
| 尉遲 (尉迟)                  | | Xianbei (鮮卑)                | Yùchí                     | Wat1 Ci4          | Úy-trì            | Ul Ji (울지)             | Ucchi/Utsuchi   | Yuchi Jingde                                                       |
| 宇文                         | | Xianbei (鮮卑)                | Yǔwén                     | Jyu5 Man4         | Vũ-văn            | U Mun (우문)             | Ubun            | Yuwen Tai                                                          |
| 長孫 (长孙)                  | | Xianbei (鲜卑)                | Zhǎngsūn                  | Zoeng2 Syun1      | Trưởng-tôn        | Jang Son (장손)          | Chōson          | Zhangsun Wuji                                                      |
| 鍾離 (钟离)                  | Chunqiu-beli állam                                                                                  |                               | Zhōnglí                   | Zung1 Lei4        | Chung-ly          | Jong Ri (종리)           | Shōri           | Zhongli Mu (鐘離牧)                                                |
| 諸葛 (诸葛)                  | A Ge 葛 nemzetségbeliek                                                                             |                               | Zhūgě                     | Zyu1 Got3         | Chư-cát (Gia-cát) | Je Gal (제갈)            | Shokatsu        | Zhuge Liang                                                        |
| 祝融                         | Zhu Rong (a tűz istene)                                                                             |                               | Zhùróng                   | Zuk1 Jung4        | Chúc-dung         | Chuk Yung (축융)         | Shukuyū         | Zhurong úrhölgy                                                    |
| 子車 (子车)                  | |                               | Zǐjū                      | Zi2 Geoi1         | Tử-cừ             | Ja Geo (자거)            | Shikyo          |                                                                    |
| 左人                         | Balkezes ember                                                                                      |                               | Zuǒrén                    | Zo2 Jan4          | Tả-nhân           | Jwa In (좌인)            | Sajin           |                                                                    |

## A családnevek regionális eloszlása
| Tartomány                         | Családnevek                         |
| --------------------------------- | ----------------------------------- |
| Guangdong                         | Liang (梁), Luo (罗/羅), Kwong (鄺) |
| Kuanghszi-Csuang Autonóm Terület  | Liang (梁), Lu (陆/陸)              |
| Fujian                            | Zheng (郑/鄭), Lin (林),Hsia (謝)   |
| Anhui                             | Wang (汪)                           |
| Jiangsu                           | Xu (徐), Zhu (朱)                   |
| Zhejiang                          | Mao (毛),Shen (沈)                  |
| Jiangxi                           | Hu (胡), Liao (廖);                 |
| Hubei                             | Hu (胡)                             |
| Hunan                             | Tan (谭/譚);                        |
| Sichuan                           | He (何), Deng (邓/鄧)               |
| Guizhou                           | Wu (吴/吳)                          |
| Yunnan                            | Yang (杨/楊)                        |
| Henan                             | Cheng (程)                          |
| Gansu                             | Gao (高)                            |
| Ninghszia-Huj Autonóm Terület     | Wan (万/萬)                         |
| Shaanxi                           | Xue (薛)                            |
| Qinghai                           | Bao (鲍/鮑)                         |
| Hszincsiang-Ujgur Autonóm Terület | Ma (马/馬)                          |
| Shandong                          | Kong (孔)                           |
| Shanxi                            | Dong (董) and Guo (郭)              |
| Belső-Mongólia Autonóm Terület    | Pan (潘)                            |
| Északkelet-Kína                   | Yu (于)                             |

## Fordítás
- Ez a szócikk részben vagy egészben  a   Chinese surname című angol Wikipédia-szócikk ezen változatának fordításán alapul.  Az eredeti cikk szerkesztőit annak laptörténete sorolja fel. Ez a jelzés csupán a megfogalmazás eredetét és a szerzői jogokat jelzi, nem szolgál a cikkben szereplő információk forrásmegjelöléseként.